# 巴伐利亚足球州级联赛
巴伐利亚足球州级联赛（德語：Fußball-Landesliga Bayern）是德国足球联赛系统中的第六级及巴伐利亚足球联赛系统的第三级联赛，位居巴伐利亚联赛之下，并由五个赛区组成。当前的州级联赛是在1963年伴随着德国足球甲级联赛的成立而组建。自2012年起，当巴伐利亚地区联赛成立后，州级联赛的赛区由三个扩大至五个。
在此之前的1945年至1950年，巴伐利亚州级联赛曾是位居南部高级联赛之下的第二级联赛。

## 历史

### 1945－1950年的州级联赛
从1945年至1950年，巴伐利亚联赛被称为巴伐利亚州级联赛。这是德国南部足球的第二级赛事，并与当时的黑森州级联赛、符腾堡业余联赛和北巴登业余联赛平行举办。
联赛是在第二次世界大战结束后成立，最初由9支球队组成，其冠军可以升入南部高级联赛。在1945-46年的首个赛季过后，它扩大为北、南两个赛区，并各包含有11支球队。在赛季结束时，两个赛区的冠军将对战以决出巴伐利亚冠军暨南部高级联赛的升级名额。至1947-48赛季，每个赛区已各有13支球队。
在最后的两个赛季，即1948-49和1949-50赛季，联赛重回单轨制。其中在1948-49赛季，它由16支球队组成，并且排名最前的2支球队可获升级。而在1949-50赛季，联赛共有14支球队，表现最佳的5支球队会被纳入新成立的南部乙组高级联赛，继续作为德国南部的第二级赛事。剩余的9支球队连同7支升班马则组成了新的巴伐利亚业余甲级联赛，自此成为第三级赛事。

### 1963－2012年的州级联赛

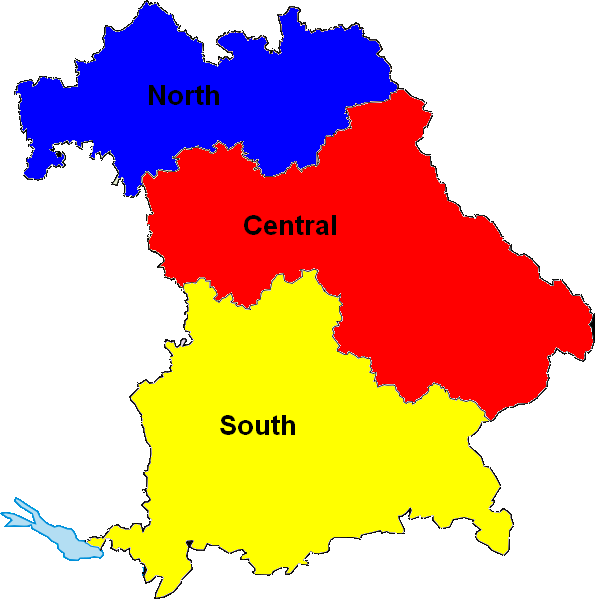
1963至2012年的州级联赛分区

现行的巴伐利亚州级联赛是在1963年伴随着德国足球甲级联赛的成立而组建，并至2011-12赛季期间划分为北、中、南三个赛区作赛。自1994-95赛季起（地区联赛回归）它曾是第五级赛事，至2008-09赛季（德丙联赛成立）起又滑落至第六级别。在2010-11赛季之前，三个赛区各自的冠军均可直接升入巴伐利亚联赛。亚军则需要与巴伐利亚联赛排名位于降级区上方的球队（通常是第15名，除非某个赛季的规模多于或少于常规的18支球队）进行附加赛，以决出最后的升级名额。自1981年开办升级附加赛以来，南区共赢得17次升级名额，中区和北区则分别仅有8次和5次。在1985年、1994年、1996年和2003年，升级名额比通常的4个更多。
三个赛区分别覆盖以下地区：
- 州级联赛北区：覆盖下弗兰肯及上弗兰肯
- 州级联赛中区：覆盖中弗兰肯、上普法尔茨和下巴伐利亚
- 州级联赛南区：覆盖施瓦本和上巴伐利亚

从1988年至2012年，共有7个行政区高级联赛位居州级联赛下方，分别对应上述的7个巴伐利亚行政区。它们的冠军可获直接升级，亚军则需参加附加赛争夺数量因赛季而异的升级名额。在此之前，位居州级联赛下方的是行政区联赛，联赛的数量会有轻微浮动。
在巴伐利亚只有四支球队从来没有降级至州级联赛的水平，它们是拜仁慕尼黑、慕尼黑1860、纽伦堡和奥格斯堡；而菲尔特（即如今的格罗伊特菲尔特）则是迄今为止参加过州级联赛的最显赫球队，曾三次夺得德国足球冠军（1914年、1926年和1929年）。
自1980年起，州级联赛俱乐部的预备队也被允许进入联赛系统。在此之前，它们必须在单独的预备队联赛中作赛，只有巴伐利亚联赛或以上级别俱乐部的预备队才具备系统的准入资格。

### 2012年以来的州级联赛

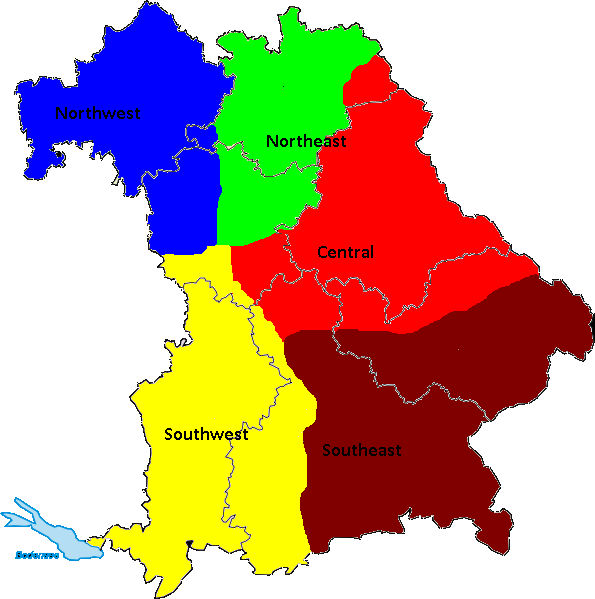
2012年以来的州级联赛分区

巴伐利亚足球协会决定自2012年起对联赛系统进行重大改革。随着巴伐利亚地区联赛在2012-13赛季成立，它将设有北、南两个赛区的巴伐利亚联赛挤至了德国足球联赛系统的第五级。在此之下，州级联赛的赛区数量从三个扩大至五个，这将在地理上进行划分，以缩短出行和增加当地德比的数量。
五个赛区分别覆盖以下地区：
- 州级联赛东北区：覆盖下弗兰肯东部、上普法尔茨北部和和中弗兰肯
- 州级联赛西北区：覆盖上弗兰肯东部及下弗兰肯西部
- 州级联赛中区：覆盖上弗兰肯西部、上普法尔茨南部及下巴伐利亚北部
- 州级联赛东南区：覆盖上巴伐利亚东部及下巴伐利亚南部
- 州级联赛西南区：覆盖施瓦本及上巴伐利亚西部

这些赛区的球队是由无法升入巴伐利亚联赛的州级联赛球队、一定数量的行政区高级联赛球队以及通过升级附加赛晋级的行政区联赛冠军所组成。

## 历年冠军

### 三轨制州级联赛（1963－2013年）
| 赛季      | 南区                 | 中区                 | 北区             |
| 1963-64   | 奥格斯堡85           | 魏登                 | 维尔茨堡04       |
| 1964-65   | 考夫博伊伦           | 纽伦堡业余队         | 拜罗伊特         |
| 1965-66   | MTV因戈尔施塔特      | 雅恩雷根斯堡         | 霍夫             |
| 1966-67   | 拜仁慕尼黑业余队     | 纽伦堡西             | 科堡             |
| 1967-68   | 考夫博伊伦           | 帕绍                 | 明希贝格         |
| 1968-69   | MTV因戈尔施塔特      | 福亨斯特劳斯         | 拜罗伊特         |
| 1969-70   | 梅明根               | 黑措根奥拉赫         | 维尔茨堡04       |
| 1970-71   | 菲尔斯滕费尔德布鲁克 | 诺伊马克特           | 科罗纳赫         |
| 1971-72   | 森德灵               | ASV黑措根奥拉赫      | 拜罗伊特         |
| 1972-73   | 拜仁慕尼黑业余队     | 罗特                 | 科堡             |
| 1973-74   | 考夫博伊伦           | 诺伊马克特           | 库尔姆巴赫       |
| 1974-75   | 纽因堡               | 安贝格               | 班贝格           |
| 1975-76   | 罗森海姆1860         | 普拉特灵             | 哈斯富尔特       |
| 1976-77   | MTV因戈尔施塔特      | 黑措根奥拉赫         | 特雷布加斯特     |
| 1977-78   | DJK罗森海姆          | 菲尔斯霍芬           | 希尔沙伊德       |
| 1978-79   | 安普芬               | 黑措根奥拉赫         | 黑尔姆布雷希茨   |
| 1979-80   | 菲尔斯滕费尔德布鲁克 | 纽伦堡业余队         | 弗洛恩拉赫       |
| 1980-81   | 翁特哈兴             | 菲尔斯霍芬           | 班贝格           |
| 1981-82   | 慕尼黑勇敢           | 施特劳宾             | 科堡             |
| 1982-83   | 埃兴                 | 雅恩雷根斯堡         | 拜仁霍夫         |
| 1983-84   | ESV因戈尔施塔特      | 纽伦堡业余队         | 施韦因富特05     |
| 1984-85   | 菲尔斯滕费尔德布鲁克 | 魏登                 | 海丁斯费尔德     |
| 1985-86   | 大哈德恩             | 安贝格               | 施韦因富特05     |
| 1986-87   | 慕尼黑勇敢           | 费斯滕贝格斯格罗伊特 | 科罗纳赫         |
| 1987-88   | 慕尼黑土耳其力量     | 魏登                 | 拜仁霍夫         |
| 1988-89   | 施塔恩贝格           | 普拉特灵             | 黑尔姆布雷希茨   |
| 1989-90   | 埃兴                 | 雅恩雷根斯堡         | 维尔茨堡踢球者   |
| 1990-91   | 施瓦本奥格斯堡       | 菲尔特               | 班贝格08         |
| 1991-92   | 施塔恩贝格           | 帕绍                 | 弗洛恩拉赫       |
| 1992-93   | 瓦克尔布格豪森       | 普拉特灵             | 黑尔姆布雷希茨   |
| 1993-94   | 慕尼黑土耳其力量     | 雅恩福希海姆         | 拜仁霍夫         |
| 1994-95   | 罗森海姆1860         | 万乐菲尔特           | 魏斯迈因         |
| 1995-96   | 慕尼黑1860业余队     | 雷根斯堡邮政/南部    | 施特高拉         |
| 1996-97   | 罗森海姆1860         | 福伊赫特             | 维尔茨堡踢球者   |
| 1997-98   | 施瓦本奥格斯堡       | 施瓦巴赫04           | 上弗兰肯拜罗伊特 |
| 1998-99   | 肯普滕               | 雅恩雷根斯堡         | 维尔茨堡         |
| 1999-2000 | 伊斯马宁             | 诺伊马克特           | 桑德             |
| 2000-01   | 马克特施瓦本隼       | 菲尔特业余队         | 上弗兰肯拜罗伊特 |
| 2001-02   | 菲尔斯滕费尔德布鲁克 | 雷根斯堡邮政/南部    | 格尔布伦         |
| 2002-03   | 梅明根               | 兰茨胡特             | 维尔茨堡         |
| 2003-04   | MTV因戈尔施塔特      | 巴特克茨廷           | 弗洛恩拉赫       |
| 2004-05   | 瓦克尔布格豪森二队   | 万乐菲尔特           | 维尔茨堡         |
| 2005-06   | 海姆斯特滕           | 魏登                 | 拜仁霍夫         |
| 2006-07   | 肯普滕               | 安斯巴赫             | 施韦因富特05     |
| 2007-08   | 布赫巴赫             | 埃朗根-布鲁克        | 弗洛恩拉赫       |
| 2008-09   | 罗森海姆1860         | 沙尔丁-海宁          | 梅默尔斯多夫     |
| 2009-10   | 海姆斯特滕           | 自由雷根斯堡         | 维尔茨堡         |
| 2010-11   | DJK罗森海姆          | 艾尔特斯多夫         | 弗洛恩拉赫       |
| 2011-12   | 瓦克尔布格豪森二队   | 兰茨胡特             | 维尔茨堡踢球者   |

### 五轨制州级联赛（2012年起）
| 赛季    | 东北             | 西北             | 中部         | 东南     | 西南       |
| 2012-13 | SV魏登           | 埃尔伦巴赫       | 博根         | 普拉赫   | 皮平斯里德 |
| 2013-14 | 诺伊德罗森费尔德 | 安斯巴赫         | 巴特克茨廷   | 达豪     | 兰茨贝格   |
| 2014-15 | 福伊赫特         | 鲍思高阁下班贝格 | 鲁曼斯费尔登 | 基先舍灵 | 科特恩     |
| 2015-16 | 诺伊马克特       | 安斯巴赫         | 阿默塔尔     | 伊斯马宁 | 贡德尔芬根 |

来源：. Das deutsche Fussball-Archiv.   [12 November 2008]. （原始内容存档于2015-12-16）.